# استک اورفلو
استک اورفلو (به انگلیسی: Stack Overflow)، وب‌گاه پرسش و پاسخی در بازه گسترده‌ای از مباحث برنامه‌نویسی رایانه است که در سال ۲۰۰۸ توسط جف اتوود و جویل اسپولسکی ایجاد شد. طبق آمار الکسا این وبگاه ۴۰مین وبگاه پربازدید در ایران است. طبق آمار الکسا، ایالات متحده آمریکا (۱۹/۹ درصد)، هند (۱۳/۴ درصد)، چین (۱۳/۲ درصد)، ژاپن (۵/۹ درصد)  و ایران (۳/۸ درصد)، پنج کشور بازدیدکننده از این وبگاه هستند. این وبگاه با انجام پیمایش‌های سالیانه اطلاعات تشریحی از مهارت‌های مورد نیاز بازار کار و مقایسه استعدادهای برنامه‌نویسی کشورها عرضه می‌کند.